# Lyna Khoudri
Lyna Khoudri (* 3. října 1992 Alžír) je francouzsko-alžírská herečka.

## Životopis
Lyna Khoudri se narodila v Alžíru v roce 1992. Její otec byl tehdy novinářem v alžírské televizi a její matka učitelka houslí. Rodina po občanské válce odešla z Alžírska do francouzského města Aubervilliers.
Získala bakalářský titul v divadelních umění. Byla přijata do národního divadla ve Štrasburku, ale angažmá se nakonec vzdala, aby mohla hrát roli v celovečerním filmu Les Bienheureux. Za roli získala cenu pro nejlepší herečku na filmovém festivalu v Benátkách. V roce 2020 získala Césara pro nejslibnější herečku za hlavní roli ve filmu Papicha.

## Filmografie

### Filmy
- 2016: Polina: žačka Karla
- 2017: Les Bienheureux: Feriel
- 2017: La Fête est finie: Amel
- 2018: Luna: Chloé
- 2019: Papicha: Nedjma
- 2019: Výjimeční: Ludivine
- 2019: République, le film interactif: Lucie
- 2020: Breitnerovo komando: Assia Bent Aouda
- 2020: Gagarin: Diana
- 2021: Haute couture: Jade
- 2021: The French Dispatch: Juliette

### Krátkometrážní filmy
- 2016: Rageuses: Khalissa
- 2017: Spolknout urážku: Souad
- 2018: Fatiya: Fatiya
- 2018: Zmizelá Albertina: Albertine
- 2019: Romeos and Juliets: Lyna
- 2020: Brûle: Maya

### Televize
- 2014: Joséphine, ange gardien: Vanessa Grangier
- 2016: Deux flics sur les docks: Amandine Sayad
- 2019: Les Sauvages: Louna

## Ocenění
- Benátský filmový festival 2017: cena Orizzonti pro nejlepší herečku, za film Les Bienheureux
- Festival frankofonního filmu v Angoulême 2019: cena pro nejlepší herečku, za film Papicha
- César 2020: nejslibnější herečka, za film Papicha